# Alger Centre
Alger Centre là một đô thị thuộc tỉnh Alger, Algérie. Dân số thời điểm năm 2002 là 96.329 người.